# 萨勒-库尔巴蒂耶斯
萨勒-库尔巴蒂耶斯（法語：Salles-Courbatiès，法語發音：[sal kuʁbatjɛs]）是法国阿韦龙省的一个市镇，属于鲁埃格自由城区。

## 地理
萨勒-库尔巴蒂耶斯（44°28'17"N, 2°4'39"E）面积13.35 平方千米，位于法国奧克西塔尼大區阿韦龙省，该省份为法国南部内陆省份，位于法國中央高原南部，北起顺时针与康塔爾省、洛泽尔省、加尔省、埃罗省、塔恩省、塔恩-加龙省和洛特省接壤。
与萨勒-库尔巴蒂耶斯接壤的市镇（或旧市镇、城区）包括：德吕勒、诺萨克、圣伊热斯特、科斯和迪耶日、维勒讷沃。

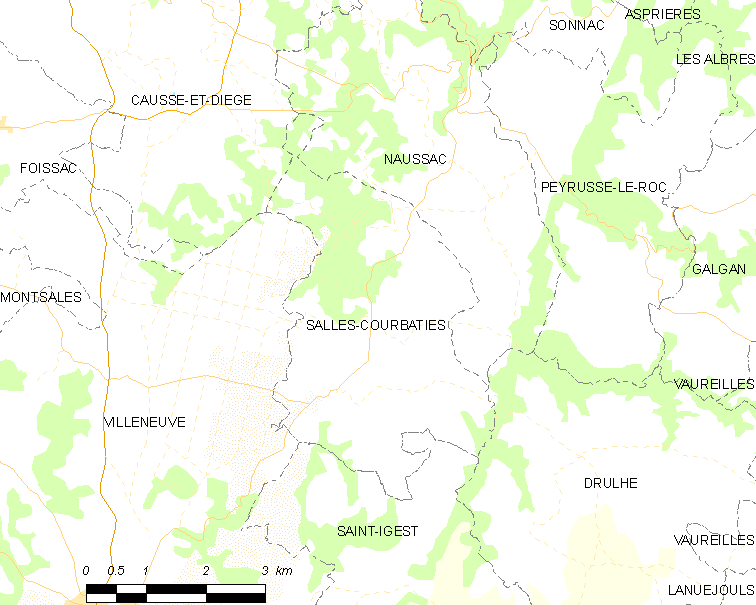
萨勒-库尔巴蒂耶斯的OSM定位图

萨勒-库尔巴蒂耶斯的时区为UTC+01:00、UTC+02:00（夏令时）。

## 行政
萨勒-库尔巴蒂耶斯的邮政编码为12260，INSEE市镇编码为12252。

## 政治
萨勒-库尔巴蒂耶斯所属的省级选区为洛特-蒙巴济努瓦县。

## 人口

1962-2008年间萨勒-库尔巴蒂耶斯人口变化图示

萨勒-库尔巴蒂耶斯于2022年1月1日时的人口数量为480人。